# Fédération bhoutanaise de tir à l'arc
La Fédération de Tir à l'arc Bhoutanaise est une organisation chargée d'organiser et de développer la pratique du tir à l'arc au Bhoutan. L'organisme gère à la fois la pratique traditionnelle et la pratique olympique. La fédération a été fondée en 1971 dans la capitale du pays, Thimphou. La fédération est affiliée à la World Archery. 

## Culture locale

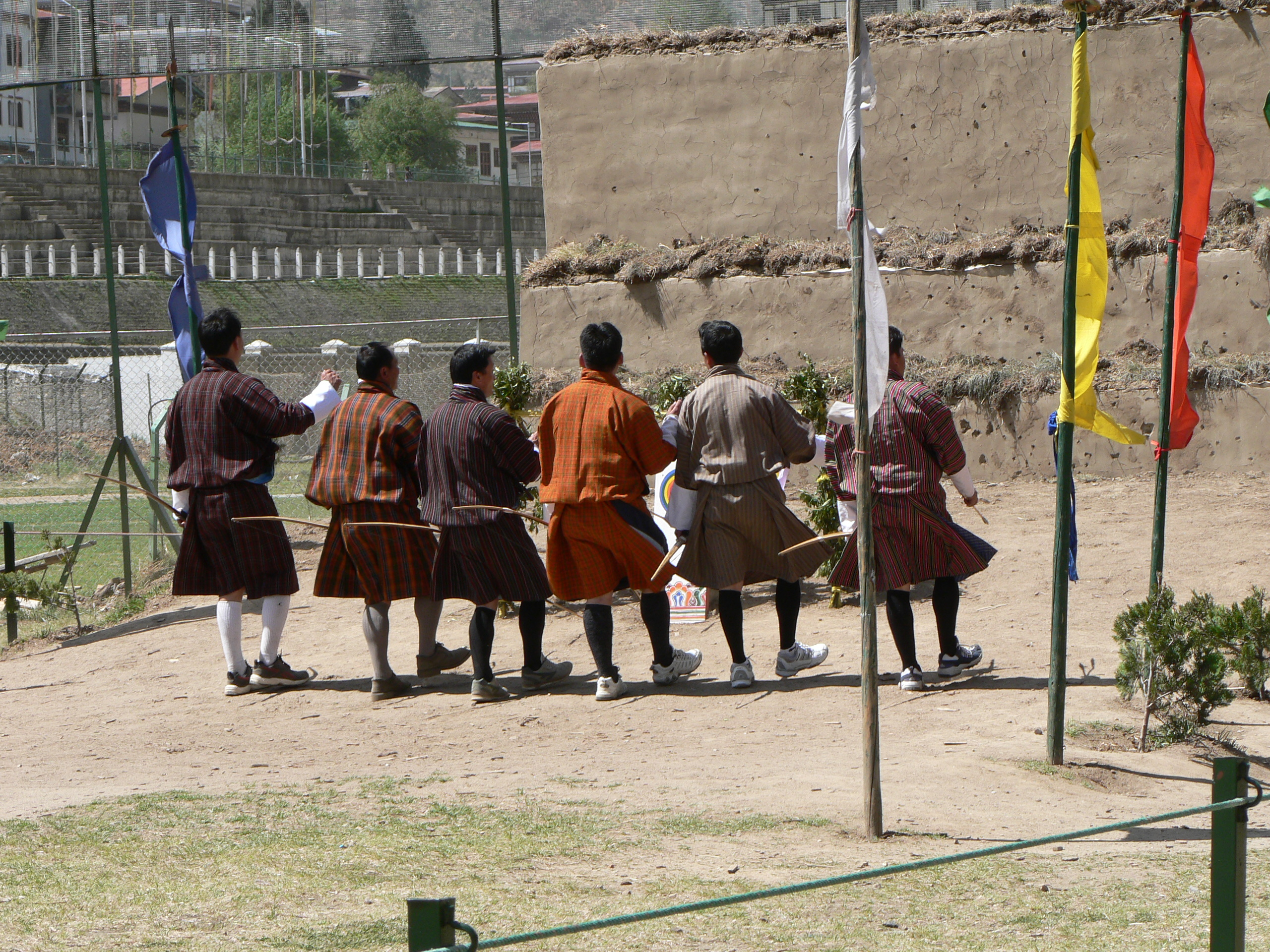
Danse d'archers bhoutanais après avoir touché le centre de la cible, à Thimphou

La fédération organise des matchs locaux et internationaux. Pour la population, le tir à l'arc représente plus qu'un simple sport, car il est entouré de traditions et de spiritualité diverses. Selon la légende, ces traditions remontent à l'époque de Siddhartha Gautama. L'organisation dépend entièrement de bénévoles . 

## Récompenses
La Fédération de tir à l'arc du Bhoutan a été récompensée par un prix Prince Claus en 2004 pour "le rôle de ses membres dans le maintien et le développement du tir à l'arc en tant qu'expression dynamique des valeurs culturelles locales". 